# آندریاس میکلسن
آندریاس میکلسن (نروژی: Andreas Mikkelsen؛ زادهٔ ۲۲ ژوئن ۱۹۸۹) راننده رالی اهل نروژ است.
وی عضو تیم‌هایی همچون تیم رالی جهانی ام-اسپورت، فولکس‌واگن، اشکودا موتوراسپورت، تیم رالی جهانی سیتروئن، هیوندای موتوراسپورت بوده‌است.